# 松原良香
松原良香（1974年8月19日—），已退役日本職業足球員，司職前鋒，前日本23歲以下足球代表隊成員。現任日丙球隊岩手盛岡仙鶴主教練。

## 執教生涯
松原良香曾在2015赛季短暂执教日丙的SC相模原，执教球队完成3场比赛，取得2胜1平。随后离开球队。
日丙球队岩手盛冈仙鹤官方宣布松原良香下赛季将担任球队的主教练一职。

## 外部連結
- 松原良香官方網頁 （页面存档备份，存于）
- 松原良香 – FIFA國際賽競賽紀錄 (存檔)
- 日本職業足球聯賽中的Player statistics （日語）
- J联赛中的Manager statistics（日語）
- FELICE MONDO INC. Official website （页面存档备份，存于）